# Zdravko Lorković
Zdravko Lorković (* 3. Januar 1900 in Zagreb; † 11. November 1998 ebenda) war ein auf Schmetterlinge spezialisierter jugoslawischer Insektenkundler (Entomologe).

## Ausbildung und Beruf
Lorković studierte an der Universität Zagreb Biologie. Das Studium schloss er 1924 mit seiner Diplomarbeit „Experimental researches on the effects of the colour and odour on insects“ ab. Bereits während seines Studiums wurde er Assistent an einem Institut der Universität. 1928 erhielt er den Doktortitel für seine Arbeit „The analysis of the species concept and variability based on research on some butterflies“. Kurze Zeit danach bekam er eine Professur an der veterinärmedizinischen Fakultät der Universität Zagreb (bis 1951), danach an der medizinischen Fakultät, an der er bis zu seiner Pensionierung im Jahr 1970 blieb.
Gleichzeitig lehrte er Zoologie und Entomologie an der Fakultät für Land- und Forstwirtschaft sowie Genetik an der Naturwissenschaftlichen Fakultät der Universität Zagreb. Seine wissenschaftliche Arbeit lag in den Gebieten der Taxonomie, der Ökologie und der Genetik.
Ab 1965 war er Mitglied der Jugoslawischen Akademie der Wissenschaften und Künste (ab 1991 Kroatische Akademie der Wissenschaften und Künste). Lorković war Mitherausgeber der Fachzeitschrift „Acta entomologica Jugoslavica“ (heute „Entomologica Croatica“). Er war Mitglied zahlreicher nationaler und internationaler wissenschaftlicher Organisationen wie der European Lepidopterological Society, der Lepidopterists’ Society of the USA oder der Croatian Biological Society.

## Publikationen von Lorković
Lorkovićs wissenschaftliche Arbeiten sind zahlreich. „Entomologica Croatica“ listet 88 Beiträge auf, in denen Lorković Autor oder Koautor war. Seine erste Veröffentlichung stammt aus dem Jahr 1923 („Prilog poznavanju ruda u Jugoslaviji“) seine letzte erschien am 11. September 1998, zwei Monate vor seinem Tod, in der Schriftenreihe „Stapfia“ über die erste Medianader bei Weißlingen.

## Familie
Sein Vater Ivan Lorković (1876–1926) war Politiker aus Zagreb in der Kroatisch-Serbischen Koalition. Zwei Brüder von ihm waren hochrangige Ustascha im Unabhängigen Staate Kroatien: Mladen (1909–1945) war zunächst Außenminister, anschließend Innenminister. Blaž (1903–1947) war ein politischer Leiter und Botschafter im Slowakischen Staat.